# トム・ペティ
トム・ペティ（Tom Petty, 1950年10月20日 - 2017年10月2日）は、アメリカ合衆国出身のロックミュージシャン、シンガーソングライター。
1976年からロックバンド「トム・ペティ&ザ・ハートブレイカーズ」として活動。1989年からソロデビューも果たし、米国を代表するアーティストとして活動した。
1994年『グラミー賞』受賞。2002年『ロックの殿堂』入り。ローリング・ストーン誌選出「歴史上最も偉大な100組のアーティスト」第91位。

## 概要
トム・ペティはブルース・スプリングスティーン、ボブ・シーガー等と並び、アメリカの中西部・南部の白人労働者の心情を代弁するロック・シンガーとして知られた。彼らのロックは、「ハートランド・ロック」と呼ばれることもある。また、ボブ・ディランやローリング・ストーンズ、バーズなどからの影響を受けていると指摘されることも多い。
デビュー以来、ライブ活動やアルバム・リリースをコンスタントに続けており、晩年もアルバムは全米チャートのトップ10に食い込むなど人気を誇っていた。
1986年にはボブ・ディランと共にオセアニア、日本、北米でツアーを行った。さらに1988年にボブ・ディラン、ジョージ・ハリスン等と共にトラヴェリング・ウィルベリーズを結成し、ヒットを記録した。
テレビアニメ『ザ・シンプソンズ』に本人役で出演しホーマー達に歌詞の書き方をレクチャーしたほか、『キング・オブ・ザ・ヒル』にラッキー役で5年間の準レギュラー出演を果たした。

## 来歴

### マッドクラッチ時代
17歳の時にフロリダ州で「マッドクラッチ」を結成。当時ペティはギターでなくベースを弾いていた。ギターは楽器店の教室で、当時無名だったドン・フェルダーから手ほどきを受けている。
その後マッドクラッチはロサンゼルスに移り、1974年にはレオン・ラッセルとデニー・コーデルが設立したシェルター・レコードから契約の話を持ちかけられるが、マッドクラッチは解散して、ペティはソロ・アーティストとしてシェルターとの契約を継続。

### ザ・ハートブレイカーズ結成

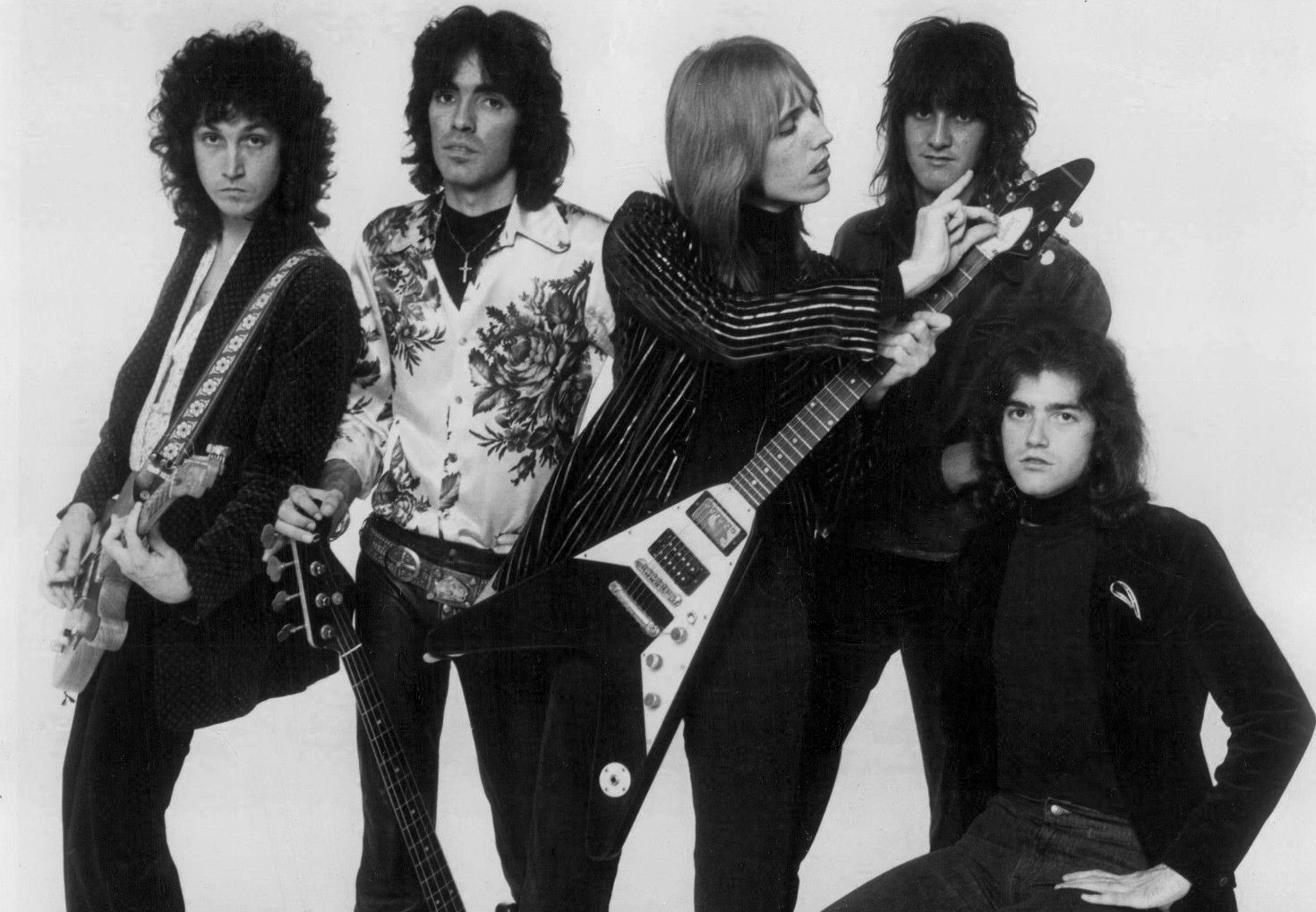
トム・ペティ&ザ・ハートブレイカーズ活動初期 (1977年)

マッドクラッチ時代の盟友であったマイク・キャンベル（ギター）とベンモント・テンチ（キーボード）に、ロン・ブレア（ベース）とスタン・リンチ（ドラムス）を加えた編成の「トム・ペティ&ザ・ハートブレイカーズ」として、1976年にデビュー・アルバム『アメリカン・ガール』（Tom Petty & The Heartbreakers）を発表した。
デビュー当時はアメリカでは人気が得られなかったが、ニルス・ロフグレンのイギリス・ツアーでオープニングアクトを務めるとイギリスで人気が高まり、1977年6月にはデビュー・アルバムが全英アルバムチャートで24位に達した。1978年にはアメリカでもデビュー作がBillboard 200で55位を記録して、セカンド・アルバム『ユア・ゴナ・ゲット・イット!』は23位に達した。
1979年発表のサード・アルバム『破壊』（Damn the Torpedoes）は全米2位の大ヒットを記録。同アルバムは2020年に米誌『ローリングストーン』が発表した「ローリングストーン誌が選ぶ「歴代最高のアルバム」500選 | 2020年改訂版」において231位に選出された。
1981年、マイク・キャンベルと共作した「嘆きの天使」（Stop Draggin' My Heart Around）をスティーヴィー・ニックスのアルバム『麗しのベラ・ドンナ』に提供し、ペティとザ・ハートブレイカーズはレコーディングにも参加。この曲はシングルとして全米3位を記録した。なお、この年にはペティとザ・ハートブレイカーズはデル・シャノンのアルバム『Get Down & Get Me』のレコーディングにも参加しペティはプロデュースも担当する。
1986年、ザ・ハートブレイカーズと共にボブ・ディランのバック・バンドを務めた。1987年、アラン・ルドルフの監督映画『メイド・イン・ヘブン』に出演。
1988年、ディラン、ジョージ・ハリスン、ジェフ・リン、ロイ・オービソンと共に「トラヴェリング・ウィルベリーズ」を結成し、オービソンのアルバム『ミステリー・ガール』のレコーディングにも参加。

### ソロデビュー〜死去
1989年に初のソロ・アルバム『フル・ムーン・フィーヴァー』を発表。同アルバムは2020年に米誌『ローリングストーン』が発表した「ローリングストーン誌が選ぶ「歴代最高のアルバム」500選 | 2020年改訂版」において298位に選出された。
1990年にペティとザ・ハートブレイカーズはデル・シャノンの遺作『Rock On』レコーディングにも参加。マイク・キャンベルとジェフ・リンはロデュースも担当する。同作は翌年SilverToneから発売された。
1994年、リック・ルービンのプロデュースによるソロ2作目『ワイルドフラワーズ』を発表。同アルバムからのシングル曲「ユー・ドント・ノウ・ハウ・イット・フィールズ」で『グラミー賞』最優秀男性ロック・ボーカル・パフォーマンス賞を受賞した。同アルバムは2020年に米誌『ローリングストーン』が発表した「ローリングストーン誌が選ぶ「歴代最高のアルバム」500選 | 2020年改訂版」において214位に選出された。
1996年の映画「彼女は最高」で初めて映画のサントラに参加、映画全編にトム・ペティの楽曲が流れる。
1997年、映画『ポストマン』に出演。
2002年、トム・ペティ&ザ・ハートブレイカーズとして『ロックの殿堂』入りを果たす。
2004年から2009年にかけて、テレビアニメ『キング・オブ・ザ・ヒル』で声優を務めた。
2007年夏には「マッドクラッチ」を再結成して、2008年にセルフタイトルのアルバムを発表。また、同年2月3日に行われた第42回スーパーボウルのハーフタイムショーに出演した。
2017年４月20日、トム・ペティ＆ザ・ハートブレイカーズがオクラホマ州オクラホマシティから結成40周年記念ツアーをスタートさせ、9月25日にカリフォルニア州ハリウッドの野外音楽堂ハリウッドボウルで最終公演を行った。
10月2日早朝、カリフォルニア州マリブの自宅で心肺停止の状態となり、蘇生措置が行われていたが、サンタモニカのUCLAメディカルセンターで死亡が確認された。66歳。ファイナル・コンサートとなったハリウッドボウルで最後に演奏した曲はデビューアルバムのシングル「アメリカン・ガール」だった。2018年、死因は鎮痛剤の過剰摂取（オーヴァードーズ）と公表された。

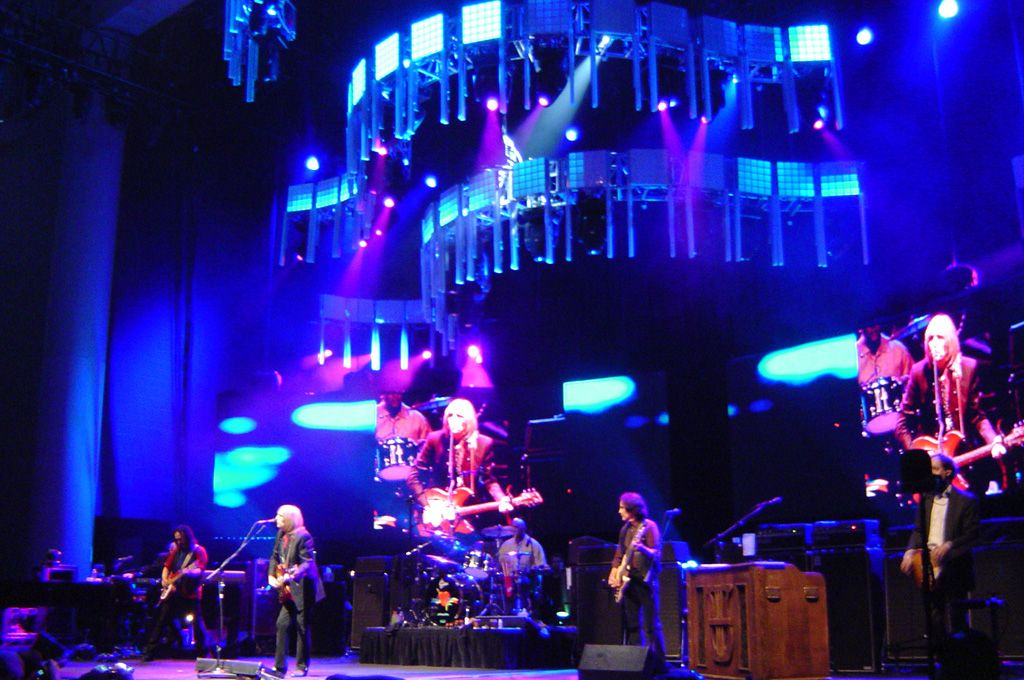
ザ・ハートブレイカーズ - インディアナポリス公演（2006年6月）
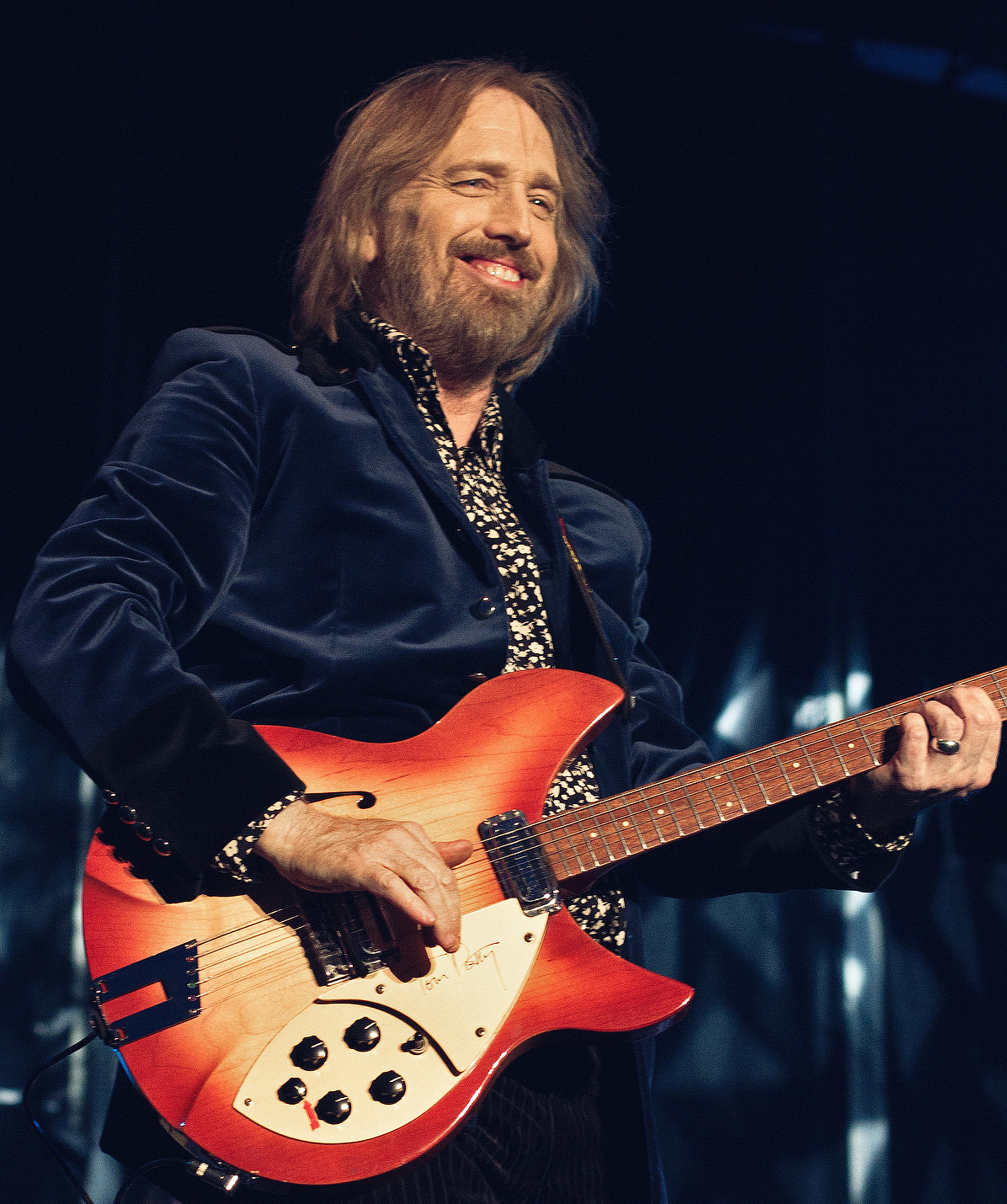
デンマーク・ホーセンス公演（2012年6月）
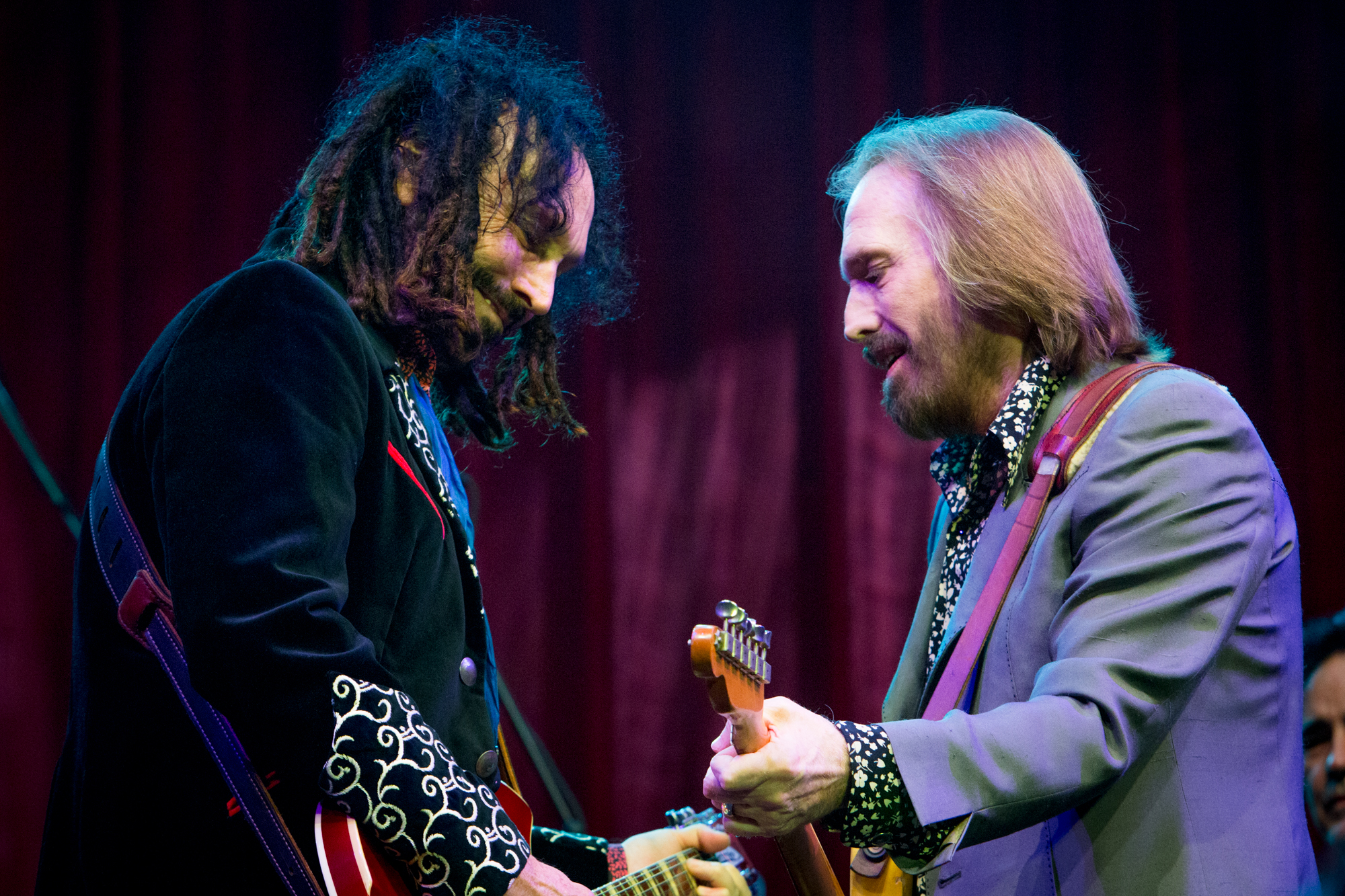
ハートブレイカーズの僚友 マイク・キャンベル（2013年）
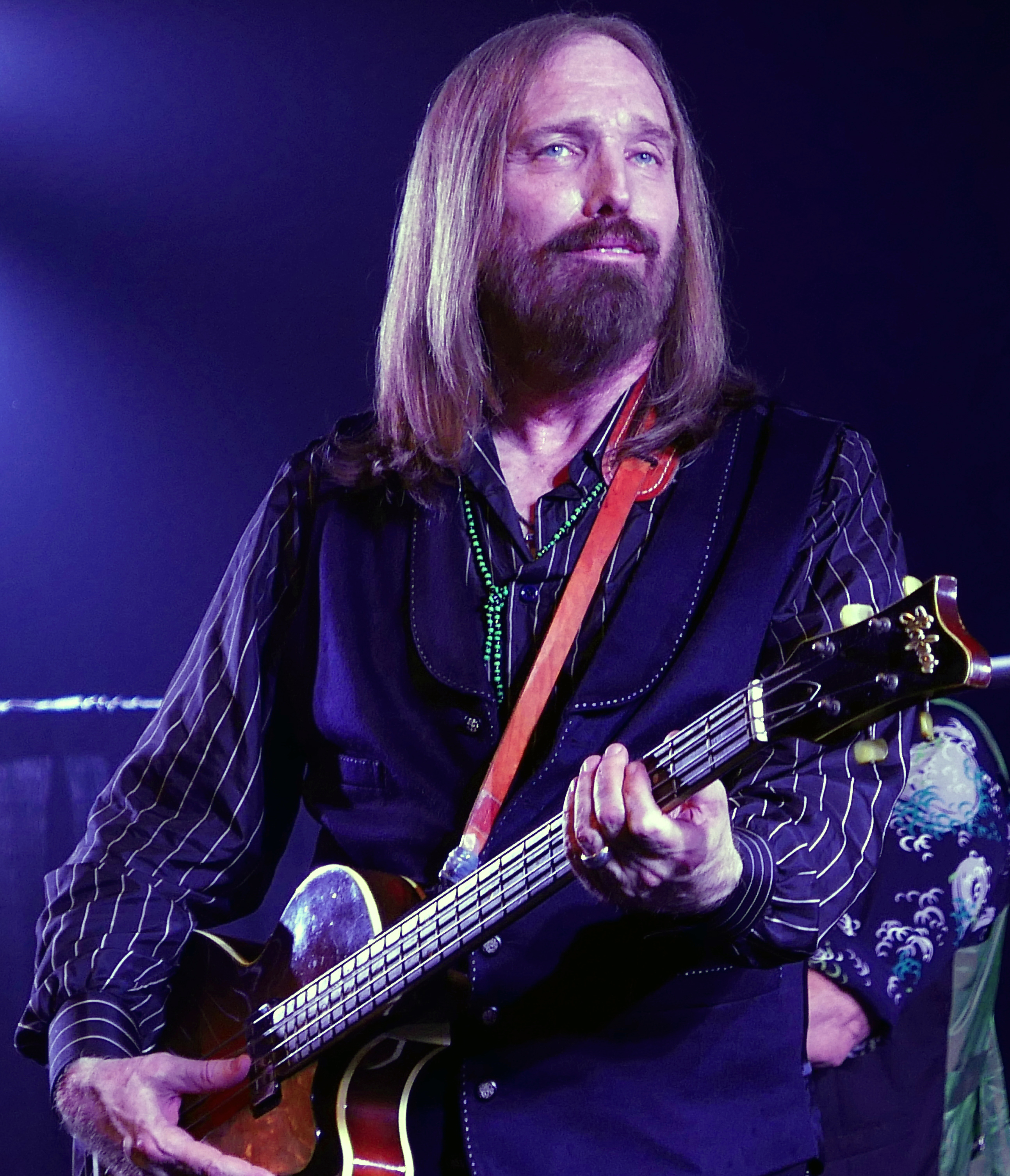
晩年のトム（2016年）
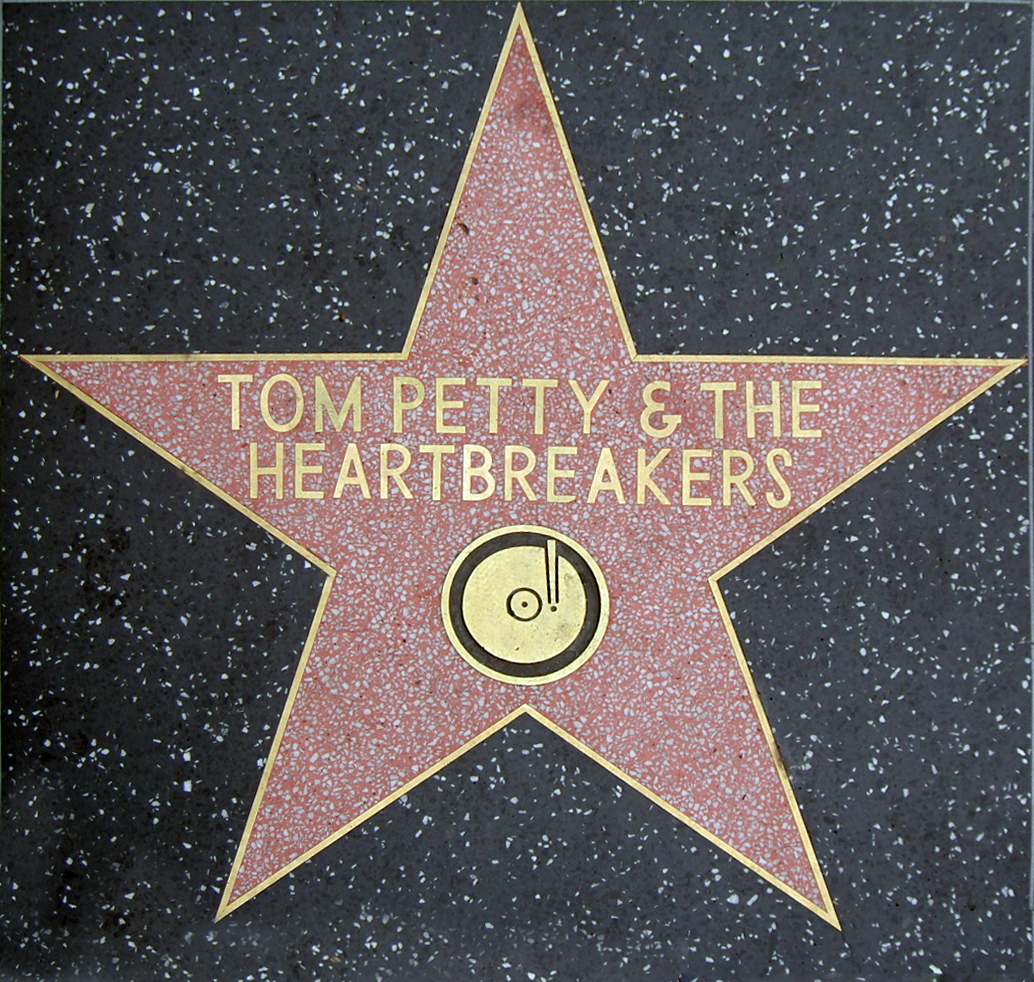
ハリウッドにある「名声の歩道」

## ディスコグラフィ

### アルバム
※（）内の順位は全米ビルボード200の最高位

#### トム・ペティ&ザ・ハートブレイカーズ名義
- 1976年 アメリカン・ガール - Tom Petty & The Heartbreakers（55位）
- 1978年 ユア・ゴナ・ゲット・イット! - You're Gonna Get It!（23位）
- 1979年 破壊 - Damn The Torpedoes（2位）
- 1981年 ハード・プロミス - Hard Promises（5位）
- 1982年 ロング・アフター・ダーク - Long After Dark（9位）
- 1985年 サザン・アクセンツ - Southern Accents（7位）
- 1986年 パック・アップ・ザ・プランテーション-ライヴ - Pack Up The Plantation: Live!（22位）
- 1987年 レット・ミー・アップ - Let Me Up (I've Had Enough)（20位）
- 1991年 イントゥ・ザ・グレイト・ワイド・オープン - Into The Great Wide Open（13位）
- 1993年 グレイテスト・ヒッツ - Greatest Hits（5位）
- 1995年 プレイバックBOX - Playback - ボックス・セット
- 1996年 彼女は最高 オリジナル・サウンドトラック - Songs And Music From "She's The One"（15位）
- 1999年 エコー - Echo（10位）
- 2000年 アンソロジー - Anthology : Through The Years（132位）
- 2002年 ザ・ラスト・DJ - The Last DJ（9位）
- 2003年 Live At The Olympic : The Last DJ
- 2010年 The Live Anthology
- 2010年 モジョ - Mojo（2位）
- 2014年 ヒプノティック・アイ - Hypnotic Eye （1位）

#### ソロ名義
- 1989年 フル・ムーン・フィーヴァー - Full Moon Fever（3位）
- 1994年 ワイルドフラワーズ - Wildflowers（8位）
- 2006年 ハイウェイ・コンパニオン - Highway Companion（4位）

#### トラヴェリング・ウィルベリーズ名義
- 1988年 トラヴェリング・ウィルベリーズ Vol.1 - Traveling Wilburys Vol. 1
- 1990年 トラヴェリング・ウィルベリーズ Vol.3 - Traveling Wilburys Vol. 3

#### マッドクラッチ名義
- 2008年 マッドクラッチ - Mudcrutch
- 2008年 Mudcrutch Extended Play Live(EP)
- 2016年 2 - 2

## 日本公演
- 1980年 TOM PETTY & THE HEARTBREAKERS、DAMN THE TORPEDOES TOUR

- 1986年 ボブ・ディランとザ・ハートブレイカーズの「トゥルー・コンフェションズ・ツアー」（True Confessions Tour）の一環として来日。3月5日 日本武道館、6日 大阪城ホール、8日 愛知県体育館、10日 日本武道館